# Саммерсвілл (Західна Вірджинія)
Саммерсвілл (англ. Summersville) — місто (англ. city) в США, в окрузі Ніколас штату Західна Вірджинія. Населення — 3431 особа (2020).

## Географія
Саммерсвілл розташований за координатами 38°17′1″ пн. ш. 80°50′30″ зх. д. / 38.28361° пн. ш. 80.84167° зх. д. (38.283608, -80.841795).  За даними Бюро перепису населення США в 2010 році місто мало площу 11,02 км², з яких 10,92 км² — суходіл та 0,10 км² — водойми. В 2017 році площа становила 11,73 км², з яких 11,62 км² — суходіл та 0,11 км² — водойми.

## Демографія
Згідно з переписом 2010 року, у місті мешкали 3572 особи в 1640 домогосподарствах у складі 974 родин. Густота населення становила 324 особи/км².  Було 1761 помешкання (160/км²).
Расовий склад населення:
| - 97,4 % — білих - 0,9 % — азіатів - 0,4 % — чорних або афроамериканців - 0,3 % — корінних американців |

До двох чи більше рас належало 0,7 %. Частка іспаномовних становила 1,4 % від усіх жителів.
За віковим діапазоном населення розподілялося таким чином: 20,4 % — особи молодші 18 років, 62,5 % — особи у віці 18—64 років, 17,1 % — особи у віці 65 років та старші. Медіана віку мешканця становила 43,0 року. На 100 осіб жіночої статі у місті припадало 88,0 чоловіків;  на 100 жінок у віці від 18 років та старших — 80,3 чоловіків також старших 18 років.
Середній дохід на одне домашнє господарство  становив 59 047 доларів США (медіана — 33 885), а середній дохід на одну сім'ю — 91 844 долари (медіана — 64 519). За межею бідності перебувало 21,9 % осіб, у тому числі 27,2 % дітей у віці до 18 років та 15,0 % осіб у віці 65 років та старших.
Цивільне працевлаштоване населення становило 1690 осіб. Основні галузі зайнятості: освіта, охорона здоров'я та соціальна допомога — 26,1 %, роздрібна торгівля — 16,4 %, мистецтво, розваги та відпочинок — 12,1 %, оптова торгівля — 8,2 %.